# Corrales de Duero
Corrales de Duero è un comune spagnolo di 126 abitanti situato nella comunità autonoma di Castiglia e León.